# Zorocrates mordax
Espèce
Synonymes
- Rubrius mordax O. Pickard-Cambridge, 1898

Zorocrates mordax est une espèce d'araignées aranéomorphes de la famille des Zoropsidae.

## Distribution
Cette espèce est endémique du Guerrero au Mexique,.

## Description
La femelle décrite par Platnick et Ubick en 2007 mesure 12 mm.

## Publication originale
- O. Pickard-Cambridge, 1898 : Arachnida. Araneida. Biologia Centrali-Americana, Zoology. London, vol. 1, p. 233-288 (texte intégral).